# Campylocentrum embreei
Campylocentrum embreei  é uma espécie de orquídea, família Orchidaceae, que existe no Equador. Trata-se de planta epífita, monopodial, de caule alongado, cujas inflorescências brotam do nódulo do caule oposto à base da folha. As flores são brancas, têm sépalas e pétalas livres, e nectário na parte de trás do labelo. Faz parte do grupo de espécies de folhas planas.

## Publicação e histórico
- Campylocentrum embreei Dodson, Orquideologia 19: 81 (1993).

Entre as informações de um isótipo desta espécie, depositado no Herbário Nacional do Equador, do Museu Equatoriano de Ciências Naturais, lê-se que Dodson descobriu-a em El Oro, Equador, a 1.400 metros de altitude, pendente do tronco de antiga laranjeira, e que tem flores brancas. Percebe-se que tem grande quantidade de folhas curtas ao longo do caule. Nada mais foi possível descobrir.